# Envoltório de Markov

Em uma rede bayesiana, o cobertor Markov do nó A inclui seus pais, filhos e os outros pais de todos os seus filhos

Em estatística e aprendizado de máquina, o envoltório de Markov para um nó em um grafo probabilístico contém todas as variáveis que ligam o nó do restante da rede. Isso significa que o envoltório de Markov de um nó é o único conhecimento necessário para prever o comportamento desse nó e de seus filhos. O termo foi cunhado pela Judea Pearl em 1988.
Em uma rede bayesiana, os valores dos pais e filhos de um nó evidentemente fornecem informações sobre esse nó. No entanto, os pais de seus filhos também precisam ser incluídos, pois podem ser usados para explicar o nó em questão. Em um campo aleatório de Markov, o envoltório de Markov para um nó é simplesmente seus nós adjacentes (ou vizinhos). Em uma rede de dependência, o envoltório Markov para um nó é simplesmente o conjunto de seus pais.
O envoltório Markov para um nó {\displaystyle A} em uma rede bayesiana, denotada aqui por {\displaystyle \operatorname {MB} (A)}, é o conjunto de nós composto por {\displaystyle A} pais de {\displaystyle A} filhos de {\displaystyle A} outros pais das crianças.
Todo conjunto de nós na rede é condicionalmente independente de {\displaystyle A} quando condicionado no aparelho {\displaystyle \operatorname {MB} (A)}, ou seja, quando condicionado no envoltório Markov do nó {\displaystyle A} : em outras palavras, dados os nós em {\displaystyle \operatorname {MB} (A)}, A é condicionalmente independente dos outros nós no grafo. Formalmente, essa propriedade pode ser gravada, para nós distintos {\displaystyle A} e {\displaystyle B}, do seguinte modo
{\displaystyle \Pr(A\mid \operatorname {MB} (A),B)=\Pr(A\mid \operatorname {MB} (A)).\!}